# 茅ヶ崎市立中島中学校
茅ヶ崎市立中島中学校（ちがさきしりつ なかじまちゅうがっこう）は、神奈川県茅ヶ崎市中島にある日本の公立中学校。

## 概要
学級数は令和4年（2022年）現在で一年生が3クラス、2年生が3クラス、3年生が3クラスとなっている。

## 沿革

### 歴代学校長
（歴代学校長の主要な出典は公式サイ）
|          | 氏名      | 着任         | 離任          | 転任先                 |
| -------- | --------- | ------------ | ------------- | ---------------------- |
| 初代     | 芦川 駿   | 1976年4月1日 | 1980年8月31日 | 退任                   |
| 第二代   | 塩崎 守男 | 1980年9月1日 | 1982年8月31日 | 茅ヶ崎市立梅田中学校   |
| 第三代   | 福岡 高行 | 1982年9月1日 | 1985年3月31日 | 退任                   |
| 第四代   | 小西 敏一 | 1985年4月1日 | 1987年3月31日 | 茅ヶ崎市立浜須賀中学校 |
| 第五代   | 石野 喜徳 | 1987年4月1日 | 1991年3月31日 | 退任                   |
| 第六代   | 今村 義郎 | 1991年4月1日 | 1994年3月31日 | 茅ヶ崎市立西浜中学校   |
| 第七代   | 池田 崇   | 1994年4月1日 | 1997年3月31日 | 茅ヶ崎市立松浪中学校   |
| 第八代   | 井上 哲夫 | 1997年4月1日 | 2001年3月31日 | 茅ヶ崎市立松林中学校   |
| 第九代   | 小室 正明 | 2001年4月1日 | 2006年3月31日 | 退任                   |
| 第十代   | 池田 雅之 | 2006年4月1日 | 2008年3月31日 | 茅ヶ崎市立松浪中学校   |
| 第十一代 | 山口 正文 | 2008年4月1日 | 2011年3月31日 | 茅ヶ崎市立浜須賀中学校 |
| 第十二代 | 青木 保夫 | 2011年4月1日 | 2014年3月31日 | 退任                   |
| 第十三代 | 木村 明弘 | 2014年4月1日 | 2018年3月31日 | 退任                   |
| 第十四代 | 高橋一生  | 2018年4月1日 | 2021年3月31日 | 退任                   |
| 第十五代 | 鈴木 修司 | 2021年4月1日 | 2024年3月31日 | 茅ヶ崎市立鶴が台中学校 |
| 第十六代 | 小野 厚子 | 2024年4月1日 | 現任          | 現任                   |

## 部活動
（部活動の主要な出典は公式サイト）
| - 男子バスケットボール - 女子バスケットボール - 陸上 - 剣道 - 男子ソフトテニス - 卓球 - 女子バレーボール | - 美術 - 吹奏楽 - 調理手芸 - 科学 |

## 通学区域
(通学区域の出典は茅ヶ崎市公式サイト)
| 町名     | 丁目                                                                | 番地                                                                |
| -------- | ------------------------------------------------------------------- | ------------------------------------------------------------------- |
| 柳島     | 一丁目                                                              | 全域                                                                |
| 柳島     | 二丁目                                                              | 全域                                                                |
| 柳島     | 全域                                                                | 全域                                                                |
| 浜見平   | 1街区～9街区・12街区                                                | 1街区～9街区・12街区                                                |
| 今宿     | 441番地(ベルパーク湘南茅ヶ崎) 911番地(ダイアパレスエクシード茅ヶ崎) | 441番地(ベルパーク湘南茅ヶ崎) 911番地(ダイアパレスエクシード茅ヶ崎) |
| 柳島海岸 | 西浜小学校通学区域を除く                                            | 西浜小学校通学区域を除く                                            |
| 中島     | 全域                                                                | 全域                                                                |
| 松尾     | 全域                                                                | 全域                                                                |

### 進学前小学校
- 茅ヶ崎市立柳島小学校

## 著名な卒業生
- 小俣夏乃[4] - シンクロナイズドスイミング選手、リオデジャネイロオリンピック銅メダリスト